# 椎名毅
椎名 毅（しいな つよし、1975年11月20日 - ）は、日本の政治家、弁護士、税理士。衆議院議員を1期務めた。

## 来歴
1975年、東京都八王子市で生まれる。1991年、桐蔭学園高等学校理数科に入学。1994年同校卒業後、東京大学教養学部文科I類入学。
1999年、司法試験に合格し、2002年東京弁護士会にて弁護士登録。

## 政策
- 2013年11月26日、特定秘密保護法案の採決で賛成票を投じた[5]。
- 選択的夫婦別姓制度導入にどちらかといえば反対[6]。

## 経歴
- 2000-01年 株式会社法学館
- 2002-03年 木村綜合法律事務所[1][2][3][4]
- 2003-05年 ホワイト＆ケース法律事務所[1][2][3][4]
- 2005-11年 長島・大野・常松法律事務所[1][2][3][4]
- 2011年 株式会社経営共創基盤[1][2][3][4]
- 2012年 国会東京電力福島原子力事故調査委員会事務局[1][2][4]
- 2012年12月16日 第46回衆議院議員総選挙では神奈川9区から出馬、小選挙区では敗れたが比例南関東ブロックで復活し初当選。
- 2013年12月9日 江田憲司らとともに離党届を提出。同月、結いの党結成に加わる。（経理局長、政調総務部会長）
- 2014年9月 結いの党と日本維新の会の合流により、維新の党所属となる。党財務副局長に就任。12月の第47回衆議院議員総選挙では落選。
- 2014年11月 税理士登録[1][2]。
- 2016年3月の民進党結党には参加せず無所属となる[7]。2017年10月の第48回衆議院議員総選挙には出馬を断念した[8]。